# Allgäu Comets
Gli Allgäu Comets sono la squadra di football americano di Kempten, in Germania, fondata nel 1982.

## Dettaglio stagioni

### Tornei nazionali

#### Campionato

##### Bundesliga/GFL
| Stagione | regular season | regular season | regular season | regular season | regular season | regular season | playoff | playoff | playoff | playoff | playoff | playoff          | playoff                  |
|          | Vin            | Par            | Per            | Tot            | PF             | PS             | Vin     | Per     | Tot     | PF      | PS      | risultato        | avversaria               |
| -------- | -------------- | -------------- | -------------- | -------------- | -------------- | -------------- | ------- | ------- | ------- | ------- | ------- | ---------------- | ------------------------ |
| 1985     | 5              | 1              | 8              | 14             | 160            | 272            | -       | -       | -       | -       | -       | -                | -                        |
| 1986     | 6              | 1              | 3              | 10             | 188            | 76             | 1       | 1       | 2       | 9       | 44      | Quarti di finale | Düsseldorf Panther       |
| 1987     | 5              | 0              | 3              | 8              | 142            | 90             | 1       | 1       | 2       | 50      | 88      | Quarti di finale | Berlin Adler             |
| 1988     | 6              | 0              | 4              | 10             | 166            | 87             | 1       | 1       | 2       | 32      | 52      | Quarti di finale | Düsseldorf Panther       |
| 1989     | 4              | 0              | 8              | 12             | 101            | 155            | -       | -       | -       | -       | -       | -                | -                        |
| 1990     | 8              | 1              | 3              | 12             | 215            | 159            | -       | -       | -       | -       | -       | -                | -                        |
| 1991     | 6              | 1              | 7              | 14             | 246            | 297            | -       | -       | -       | -       | -       | -                | -                        |
| 1992     | 5              | 1              | 6              | 12             | 290            | 268            | -       | -       | -       | -       | -       | -                | -                        |
| 1993     | 6              | 0              | 8              | 14             | 247            | 329            | -       | -       | -       | -       | -       | -                | -                        |
| 1994     | 1              | 0              | 13             | 14             | 74             | 443            | -       | -       | -       | -       | -       | -                | -                        |
| 2014     | 4              | 0              | 8              | 12             | 464            | 442            | -       | -       | -       | -       | -       | -                | -                        |
| 2015     | 12             | 0              | 2              | 14             | 527            | 218            | 1       | 1       | 2       | 60      | 69      | Semifinale       | New Yorker Lions         |
| 2016     | 8              | 0              | 6              | 14             | 492            | 340            | 0       | 1       | 1       | 6       | 30      | Quarti di finale | New Yorker Lions         |
| 2017     | 6              | 0              | 8              | 14             | 308            | 432            | -       | -       | -       | -       | -       | -                | -                        |
| 2018     | 8              | 0              | 6              | 14             | 403            | 488            | 0       | 1       | 1       | 19      | 51      | Quarti di finale | Dresden Monarchs         |
| 2019     | 5              | 0              | 9              | 14             | 263            | 406            | -       | -       | -       | -       | -       | -                | -                        |
| 2021     | 6              | 0              | 4              | 10             | 270            | 162            | 0       | 1       | 1       | 13      | 50      | Quarti di finale | Dresden Monarchs         |
| 2022     | 6              | 0              | 4              | 10             | 391            | 290            | 1       | 1       | 2       | 22      | 43      | Semifinale       | Schwäbisch Hall Unicorns |
| Totale   | 107            | 5              | 110            | 222            | 4947           | 4950           | 5       | 8       | 13      | 211     | 427     |                  |                          |

Fonti: Enciclopedia del Football - A cura di Roberto Mezzetti

##### Damenbundesliga
| Stagione | regular season | regular season | regular season | regular season | regular season | regular season | playoff | playoff | playoff | playoff | playoff | playoff   | playoff    |
|          | Vin            | Par            | Per            | Tot            | PF             | PS             | Vin     | Per     | Tot     | PF      | PS      | risultato | avversaria |
| -------- | -------------- | -------------- | -------------- | -------------- | -------------- | -------------- | ------- | ------- | ------- | ------- | ------- | --------- | ---------- |
| 2017     | 0              | 0              | 6              | 6              | 12             | 288            | -       | -       | -       | -       | -       | -         | -          |
| Totale   | 0              | 0              | 6              | 6              | 12             | 288            | -       | -       | -       | -       | -       |           |            |

Fonti: Enciclopedia del Football - A cura di Roberto Mezzetti

##### 2. Bundesliga/GFL2
| Stagione | regular season | regular season | regular season | regular season | regular season | regular season | playoff | playoff | playoff | playoff | playoff | playoff      | playoff            |
|          | Vin            | Par            | Per            | Tot            | PF             | PS             | Vin     | Per     | Tot     | PF      | PS      | risultato    | avversaria         |
| -------- | -------------- | -------------- | -------------- | -------------- | -------------- | -------------- | ------- | ------- | ------- | ------- | ------- | ------------ | ------------------ |
| 1983     | 2              | 0              | 2              | 4              | 73             | 40             | -       | -       | -       | -       | -       | -            | -                  |
| 1984     | 7              | 0              | 0              | 7              | 239            | 82             | -       | -       | -       | -       | -       | -            | -                  |
| 1998     | 7              | 1              | 6              | 14             | 246            | 253            | -       | -       | -       | -       | -       | -            | -                  |
| 1999     | 2              | 0              | 12             | 14             | 162            | 568            | -       | -       | -       | -       | -       | -            | -                  |
| 2001     | 6              | 0              | 4              | 10             | 339            | 192            | -       | -       | -       | -       | -       | -            | -                  |
| 2002     | 10             | 1              | 3              | 14             | 534            | 184            | -       | -       | -       | -       | -       | -            | -                  |
| 2003     | 7              | 0              | 5              | 12             | 359            | 265            | -       | -       | -       | -       | -       | -            | -                  |
| 2004     | 2              | 0              | 10             | 12             | 164            | 391            | -       | -       | -       | -       | -       | -            | -                  |
| 2012     | 12             | 0              | 2              | 14             | 585            | 332            | 0       | 2       | 2       | 59      | 92      | Non promossi | Munich Cowboys     |
| 2013     | 12             | 0              | 1              | 13             | 506            | 247            | 1       | 1       | 2       | 71      | 65      | Promossi     | Wiesbaden Phantoms |
| Totale   | 67             | 2              | 45             | 114            | 3207           | 2154           | 1       | 3       | 4       | 130     | 157     |              |                    |

Fonti: Enciclopedia del Football - A cura di Roberto Mezzetti

##### Regionalliga
| Stagione | regular season | regular season | regular season | regular season | regular season | regular season | playoff | playoff | playoff | playoff | playoff | playoff      | playoff        |
|          | Vin            | Par            | Per            | Tot            | PF             | PS             | Vin     | Per     | Tot     | PF      | PS      | risultato    | avversaria     |
| -------- | -------------- | -------------- | -------------- | -------------- | -------------- | -------------- | ------- | ------- | ------- | ------- | ------- | ------------ | -------------- |
| 1997     | 10             | 0              | 0              | 10             | 271            | 67             | -       | -       | -       | -       | -       | -            | -              |
| 2000     | 11             | 0              | 1              | 12             | 596            | 228            | -       | -       | -       | -       | -       | -            | -              |
| 2008     | 6              | 1              | 3              | 10             | 337            | 198            | -       | -       | -       | -       | -       | -            | -              |
| 2009     | 7              | 1              | 2              | 10             | 251            | 140            | 0       | 2       | 2       | 8       | 17      | Non promossi | Hanau Hornets  |
| 2010     | 8              | 0              | 4              | 12             | 253            | 193            | 1       | 1       | 2       | 51      | 75      | Non promossi | Badener Greifs |
| 2011     | 7              | 0              | 1              | 8              | 249            | 83             | -       | -       | -       | -       | -       | -            | -              |
| Totale   | 49             | 2              | 11             | 62             | 1957           | 909            | 1       | 3       | 4       | 59      | 92      |              |                |

Fonti: Enciclopedia del Football - A cura di Roberto Mezzetti

##### Bayernliga
| Stagione | regular season | regular season | regular season | regular season | regular season | regular season | playoff | playoff | playoff | playoff | playoff | playoff                    | playoff            |
|          | Vin            | Par            | Per            | Tot            | PF             | PS             | Vin     | Per     | Tot     | PF      | PS      | risultato                  | avversaria         |
| -------- | -------------- | -------------- | -------------- | -------------- | -------------- | -------------- | ------- | ------- | ------- | ------- | ------- | -------------------------- | ------------------ |
| 1996     | 8              | 0              | 0              | 8              | 274            | 40             | 3       | 0       | 3       | 82      | 20      | Promossi                   | -                  |
| 2005     | 5              | 0              | 1              | 6              | 216            | 91             | 0       | 2       | 2       | 41      | 63      | Secondo posto/Non promossi | Regensburg Phoenix |
| 2006     | 4              | 0              | 2              | 6              | 135            | 116            | -       | -       | -       | -       | -       | -                          | -                  |
| 2007     | 10             | 0              | 0              | 10             | 398            | 57             | -       | -       | -       | -       | -       | -                          | -                  |
| 2016     | 4              | 0              | 6              | 10             | 249            | 255            | -       | -       | -       | -       | -       | -                          | -                  |
| Totale   | 31             | 0              | 9              | 40             | 1272           | 559            | 3       | 2       | 5       | 123     | 83      |                            |                    |

Fonti: Enciclopedia del Football - A cura di Roberto Mezzetti

##### Landesliga
| Stagione | regular season | regular season | regular season | regular season | regular season | regular season | playoff | playoff | playoff | playoff | playoff | playoff   | playoff           |
|          | Vin            | Par            | Per            | Tot            | PF             | PS             | Vin     | Per     | Tot     | PF      | PS      | risultato | avversaria        |
| -------- | -------------- | -------------- | -------------- | -------------- | -------------- | -------------- | ------- | ------- | ------- | ------- | ------- | --------- | ----------------- |
| 1995     | 4              | 0              | 2              | 6              | 136            | 113            | -       | -       | -       | -       | -       | -         | -                 |
| 2014     | 7              | 0              | 3              | 10             | 284            | 184            | 1       | 1       | 2       | 46      | 34      | Finale    | Würzburg Panthers |
| 2015     | 10             | 0              | 0              | 10             | 387            | 111            | 2       | 0       | 2       | 83      | 32      | Campioni  | Augsburg Raptors  |
| Totale   | 21             | 0              | 5              | 26             | 807            | 408            | 3       | 1       | 4       | 129     | 66      |           |                   |

Fonti: Enciclopedia del Football - A cura di Roberto Mezzetti

##### Aufbauliga
| Stagione | regular season | regular season | regular season | regular season | regular season | regular season | playoff | playoff | playoff | playoff | playoff | playoff   | playoff    |
|          | Vin            | Par            | Per            | Tot            | PF             | PS             | Vin     | Per     | Tot     | PF      | PS      | risultato | avversaria |
| -------- | -------------- | -------------- | -------------- | -------------- | -------------- | -------------- | ------- | ------- | ------- | ------- | ------- | --------- | ---------- |
| 2013     | 5              | 0              | 3              | 8              | 178            | 75             | -       | -       | -       | -       | -       | -         | -          |
| Totale   | 5              | 0              | 3              | 8              | 178            | 75             | -       | -       | -       | -       | -       |           |            |

Fonti: Enciclopedia del Football - A cura di Roberto Mezzetti

### Tornei internazionali

#### European Football League (2014-2018)
| Stagione | regular season | regular season | regular season | regular season | regular season | regular season | playoff | playoff | playoff | playoff | playoff | playoff   | playoff                |
|          | Vin            | Par            | Per            | Tot            | PF             | PS             | Vin     | Per     | Tot     | PF      | PS      | risultato | avversaria             |
| -------- | -------------- | -------------- | -------------- | -------------- | -------------- | -------------- | ------- | ------- | ------- | ------- | ------- | --------- | ---------------------- |
| 2015     | 2              | 0              | 0              | 2              | 110            | 13             | 0       | 1       | 1       | 28      | 49      | EFL Bowl  | Kiel Baltic Hurricanes |
| Totale   | 2              | 0              | 0              | 2              | 110            | 13             | 0       | 1       | 1       | 28      | 49      |           |                        |

Fonti: Enciclopedia del Football - A cura di Roberto Mezzetti

### Riepilogo fasi finali disputate
| Anno              | Luogo           | Evento | Fase del torneo  | Incontro                                 | Risultato |
| 27 giugno 2015    | Kiel            | EFL    | EFL Bowl         | Kiel Baltic Hurricanes - Allgäu Comets   | 49 - 28   |
| 22 settembre 2018 | Dresda          | GFL    | Quarti di finale | Dresden Monarchs - Allgäu Comets         | 51 - 19   |
| 18 settembre 2021 | Dresda          | GFL    | Quarti di finale | Dresden Monarchs - Allgäu Comets         | 50 - 13   |
| 24 settembre 2022 | Schwäbisch Hall | GFL    | Semifinale       | Schwäbisch Hall Unicorns - Allgäu Comets | 33 - 8    |